# Roseaux
Roseaux (Haïtiaans-Creools: Wozo) is een stad en gemeente in Haïti met 35.800 inwoners. De plaats ligt aan de noordkust van het schiereiland Tiburon, 13 km ten oosten van de stad Jérémie. De gemeente maakt deel uit van het arrondissement Corail in het departement Grand'Anse.
Er wordt suikerriet en koffie verbouwd.

## Indeling
De gemeente bestaat uit de volgende sections communales:
| Nr. | Naam                           | Km²   | Inw.2015 |
| --- | ------------------------------ | ----- | -------- |
| 1   | Carrefour Charles (of: Jacqui) | 51,63 | 7.167    |
| 2   | Fond Cochon (of: Lopineau)     | 93,98 | 11.740   |
| 3   | Grand Vincent                  | 28,62 | 8.372    |
| 4   | Les Gommiers                   | 42,58 | 8.477    |

## Geboren in Roseaux
- Ulrick Jean-Pierre, kunstenaar